# Decatelia
Decatelia es un género de escarabajos  de la familia Chrysomelidae. En 1904 Weise describió el género. Contiene las siguientes especies:
- Decatelia atritarsis Pic, 1927
- Decatelia costata Pic, 1927
- Decatelia lema Weise, 1904
- Decatelia pallipes Weise, 1922
- Decatelia testaceicollis Pic, 1934
- Decatelia testaceipes Pic, 1934
- Decatelia varipes Weise, 1910